# Bill Nicholson
Bill Nicholson, OBE (26. ledna 1919, Scarborough – 23. října 2004, Hertfordshire) byl anglický fotbalový záložník a trenér.

## Fotbalová kariéra
Hrál za Tottenham Hotspur FC. V sezóně 1950/51 získal s Tottenhamem anglický titul. Za anglickou fotbalovou reprezentaci nastoupil v roce 1950 v 1 utkání a dal 1 gól. Byl členem anglické reprezentace na Mistrovství světa ve fotbale 1950, ale do utkání nezasáhl.

## Ligová bilance
| Ročník                                  | Zápasy | Góly | Klub                 |
| --------------------------------------- | ------ | ---- | -------------------- |
| Football League Second Division 1938/39 | -      | -    | Tottenham Hotspur FC |
| Football League Second Division 1939/40 | -      | -    | Tottenham Hotspur FC |
| Football League Second Division 1946/47 | 39     | 0    | Tottenham Hotspur FC |
| Football League Second Division 1947/48 | 38     | 0    | Tottenham Hotspur FC |
| Football League Second Division 1948/49 | 41     | 2    | Tottenham Hotspur FC |
| Football League Second Division 1949/50 | 39     | 2    | Tottenham Hotspur FC |
| Football League First Division 1950/51  | 41     | 0    | Tottenham Hotspur FC |
| Football League First Division 1951/52  | 37     | 1    | Tottenham Hotspur FC |
| Football League First Division 1952/53  | 31     | 0    | Tottenham Hotspur FC |
| Football League First Division 1953/54  | 30     | 0    | Tottenham Hotspur FC |
| Football League First Division 1954/55  | 10     | 0    | Tottenham Hotspur FC |
| Celkem                                  | -      | -    |                      |

## Trenérská kariéra
Jako trenér vedl na klubové úrovni v letech 1958-1974 Tottenham Hotspur FC, se kterým vyhrál v roce 1963 Pohár vítězů pohárů, v roce 1972 Pohár UEFA, v roce 1961 anglickou ligu, v letech 1961, 1962 a 1967 anglický FA Cup, v letech 1971 a 1973 anglický ligový pohár a v letech 1961, 1962 a 1967 Charity Shield.